# Mehdi Cerbah
Mehdi Cerbah, arabul:  مهدي سرباح (Algír, 1953. április 3. – 2021. október 29.) válogatott algériai labdarúgó, kapus.

## Pályafutása

### Klubcsapatban
1970 és 1972 az USM Alger, 1972 és 1980 között a JS Kabylie, 1980 és 1982 között az RC Kouba, 1983-ban a kanadai Montreal Manic labdarúgója volt. 1983-ban visszatért az RC Kouba csapatához és 1986-ban itt fejezte be az aktív labdarúgást. Összesen öt algériai bajnoki címet és egy kupagyőzelmet ért el.

### A válogatottban
1975 és 1986 között 57 alkalommal szerepelt az algériai válogatottban. Részt vett az 1982-es spanyolországi világbajnokságon. Tagja volt az 1984-es afrikai nemzetek kupáján bronzérmes csapatnak.

## Sikerei, díjai
Algéria
- Afrikai nemzetek kupája
  - bronzérmes: 1984

 JS Kabylie
- Algériai bajnokság
  - bajnok (4): 1972–73, 1973–74, 1976–77, 1979–80
- Algériai kupa
  - győztes: 1977

 RC Kouba
- Algériai bajnokság
  - bajnok: 1980–81